# Orius laticollis

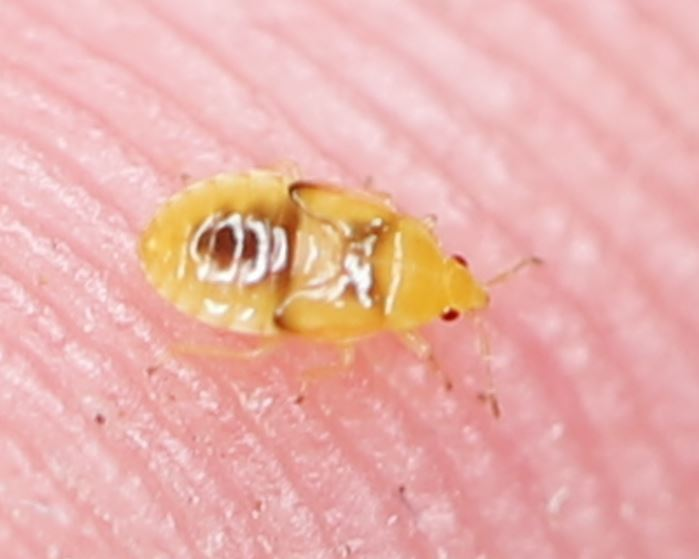
Nymphe, Mitte August

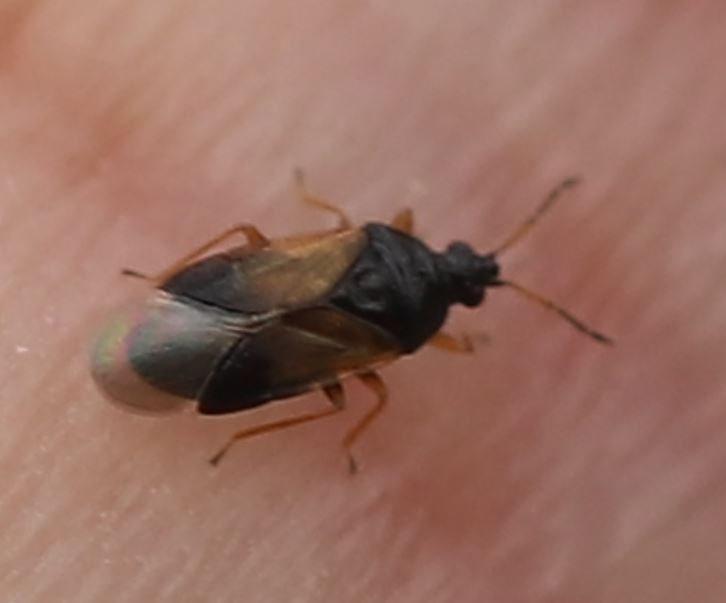
Die Membran der Flügel überragt den Hinterleib

Orius laticollis ist eine Wanze aus der Familie der Blumenwanzen (Anthocoridae). Das lateinische Art-Epitheton laticollis bedeutet „breithalsig“.

## Merkmale
Die Wanzen werden 1,9 bis 2,5 Millimeter lang. Ihr Körper ist weitgehend schwarz gefärbt. Die Facettenaugen sind dunkelrot, die Beine gelbrot. Die Fühler sind dunkelbraun gefärbt. Lediglich das zweite Glied und das basale Ende des dritten Glieds sind heller. Die Wanzen sind immer makropter (voll geflügelt). Clavus und Corium der Hemielytren sind gelbbraun gefärbt, der Cuneus ist verdunkelt. Die Membran ist klar. Die Männchen lassen sich nur anhand einer Genitaluntersuchung sicher von den sehr ähnlichen Arten Orius horvathi, Orius minutus und Orius vicinus trennen.
Die Larven sind leuchtend gelb gefärbt. Sie besitzen rote Facettenaugen. Die Hinterleibsoberseite weist mittig einen braunen Fleck auf. Die Spitzen der Taschen, in welchen sich die Flügel entwickeln, sind ebenfalls braun gefärbt.

## Verbreitung
Orius laticollis ist in Europa weit verbreitet. Das Vorkommen reicht von Fennoskandinavien im Norden bis in den Mittelmeerraum und im Osten bis in den Kaukasus. Auf den Britischen Inseln ist die Art ebenfalls vertreten. In Mitteleuropa gilt die Art als nicht häufig, kann jedoch lokal in größeren Populationen auftreten.

## Lebensweise
Die Wanzen bewohnen die Strauch- und Baumschicht. Man findet die Wanzen am häufigsten an Weiden (Salix). Als weitere Wirtspflanzen werden genannt: Eschen (Fraxinus), Pappeln (Populus), Erlen (Alnus) und Ulmen (Ulmus). Die Wanzen leben hauptsächlich zoophag, das heißt, sie leben räuberisch von Kleininsekten und kleinen Gliederfüßern. Die Wanzen beobachtet man von Mai bis September. Die Art bildet vermutlich zwei Generationen im Jahr. Die Weibchen überwintern unter der Borke oder in der Laubschicht. Im Frühjahr findet die Eiablage an den Wirtspflanzen statt.